# Lewis Hector Ray
Lewis Hector Ray, kanadski letalski častnik, vojaški pilot in letalski as, * 11. februar 1888, Montréal.
Nadporočnik Ray je v svoji vojaški službi dosegel 7 zračnih zmag.

## Življenjepis
Med prvo svetovno vojno je bil pripadnik 19. eskadrilje Kraljevega letalskega korpusa.
Vse svoje zračne zmage je dosegel s Sopwith Dolphin. Zadnje tri zmage, en balon in tri Fokker D.VII, je dosegel 27. septembra 1918.